# 嘘好き
『嘘好き』（うそずき、ギリシア語: Φιλοψευδὴς ἢ Ἀπιστῶν）は、古代シリアの風刺作家ルキアノスによる枠物語である。古代ギリシア語のアッティカ方言で書かれている。主な内容は、超自然現象を信じる人々を揶揄する風刺である。この中には、ゲーテの詩『魔法使いの弟子』の元となった話の、知られている中で最も古いバージョンが収録されている。

## あらすじ
テュキアデスという若者が友人のフィロクレスに「なぜ多くの人は嘘を好むのか」と尋ねる。短い議論の後、テュキアデスは、別の友人レオンティコスに会うために、エウクラテスという年老いた友人を訪ねたときのことを話す。エウクラテスの家には、急病になったエウクラテスを見舞う大勢の客が来ていた。エウクラテスの病気を治すために行っている民間療法は効かないとテュキアデスが指摘すると、来客たちは彼を笑った。そして、来客たちは様々な迷信の正当性をテュキアデスに説明しようとするが、話が進むにつれて、次第に荒唐無稽になっていった。

## 日本語訳
- 高津春繁訳「嘘好き 又は懐疑者」『ペレグリーノスの昇天』東京堂、1947年、NDLJP:1696784
- 丹下和彦訳「嘘好き人間」『ルキアノス全集3 食客』京都大学学術出版会〈西洋古典叢書〉、2014年